# ローカルピア検出
ローカルピア検出（ローカルピアけんしゅつ、英: Local Peer Discovery）プロトコルは、BEP-14として規定されている、BitTorrentファイル配信システムの拡張機能である。これはローカルのBitTorrentピアを発見することを目的としており、インターネットサービスプロバイダ（ISP）のチャネルを通じたトラフィックを最小限に抑え、ローカルエリアネットワーク（LAN）の高い帯域幅を最大限に活用することを目指している。
ローカルピア検出は、UDPのマルチキャストグループ239.192.152.143:6771（IPv4）またはff15::efc0:988f（IPv6）上でHTTP風のメッセージによって実装されており、これらは管理スコープのマルチキャストアドレスである。これはSimple Service Discovery Protocolに類似しているが、M-SEARCHの代わりにBT-SEARCHを送信する。
```
BT-SEARCH * HTTP/1.1\r\n

Host: <host>\r\n

Port: <port>\r\n

Infohash: <ihash>\r\n

cookie: <cookie (optional)>\r\n

\r\n

\r\n

```

実装が単純であるため、ローカルピア検出は複数のクライアント（μTorrent、メインライン、MonoTorrent、Libtorrentおよびその派生クライアント、Transmission、aria2）に実装されている。ZeroConfに基づく代替のマルチキャストピア検出プロトコルはBEP 26 Zeroconf Peer Advertising and Discoveryとして公開されているが、複雑過ぎると見做されているため、広く採用されていない。